# 51. Division (Japanisches Kaiserreich)
Die 51. Division (jap. 第51師団, Dai-goju-ichi Shidan) war eine Division des Kaiserlich Japanischen Heeres, die 1940 aufgestellt und 1945 aufgelöst wurde. Ihr Tsūshōgō-Code (militärischer Tarnname) war Basis-Division (基兵団, Ki-heidan) oder 2600.

## Geschichte der Einheit
Die 51. Division wurde am 10. Juli 1940 unter dem Kommando von Generalleutnant Ueno Kanichiro als Typ A „Verstärkte“ Division als Triangulare Division aufgestellt und bestand hauptsächlich aus der 51. Infanterie-Brigade (66., 102. und 115. Regiment) sowie dem 51. Aufklärungs-Regiment, der 51. Divisions-Artillerie-Gruppe und dem 51. Pionier- und Transport-Regiment. Das 66. und 115. Infanterie-Regiment war zuvor von der gerade aufgelösten 114. Division überstellt worden.
Das Hauptquartier der ca. 25.000 Mann starken Division lag in Utsunomiya, Japan.
Während des seit 1937 tobenden Zweiten Japanisch-Chinesischen Krieges wurde die 51. Division im August 1941 in die Mandschurei versetzt und dort der Kwantung-Armee unterstellt. Ab 1. Juli 1941 übernahm Generalleutnant Kronprinz Yi Un, der letzte Kronprinz Koreas, die Division. Bereits am 16. November 1941 wurde der Oberbefehl an Generalleutnant Nakano Hidemitsu übergeben, unter dessen Führung die Division im Dezember 1941 nach Kanton, Republik China beordert wurde und dort der 23. Armee unterstand. Dort verblieb sie bis November 1942 auf dem chinesischen Kriegsschauplatz.

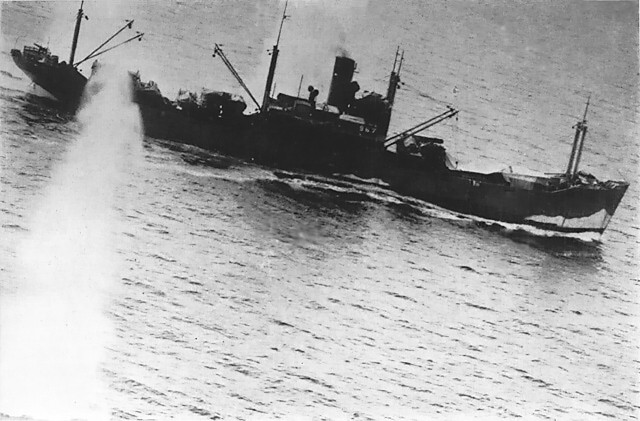
In der Schlacht in der Bismarcksee wird der die 51. Division transportierende Konvoi von alliierten Bombern angegriffen und größtenteils versenkt. Im Bild ist das bereits getroffene Transportschiff Taimei Maru zu sehen, März 1943.

Im November 1942 wurde die Division nach Palau verlegt, von wo sie im Dezember 1942 nach Rabaul verschifft wurde. Ihr Ziel war Neuguinea und die dort stationierte 18. Armee. In Anbetracht der schlecht verlaufenden Schlacht um Guadalcanal entschied der japanische Generalstab noch im selben Monat, über 100.000 Mann nach Lae auf das Territorium Neuguinea zu beordern. Das Unternehmen wurde Operation No. 81 genannt und sah vor, im Februar 1943 die 20. und die 41. Division nach Lae zu bringen, was erfolgreich abgeschlossen werden konnte. Ende Februar 1943 wurden Teile der 51. Division eingeschifft und am 1. März machte sich ein Konvoi aus acht Zerstörern und acht Truppentransportern, begleitet von 100 Jägern als Jagdschutz, auf den Weg nach Lea. Bereits am ersten Tag der Reise wurde der Konvoi von einem amerikanischen B-24 Liberator gesichtet, doch der nur 7 Knoten (etwa 12 km/h) schnell fahrende Konvoi konnte von den anrückenden schweren Bombern nicht gefunden werden. Am 2. März wurde der Konvoi erneut von einem B-24-Aufklärungsflugzeug entdeckt. Dieses Mal fanden die alliierten Bomber den Konvoi und es kam zur Schlacht in der Bismarcksee, in der die Japaner den Verlust von vier Zerstörern, allen acht Transportern sowie fast 3000 Toten zu beklagen hatten. Von den 6900 Soldaten der 51. Division waren 2890 tot. Japanische Boote konnten 2700 im Wasser treibende Soldaten retten und zurück nach Rabaul bringen. Nur ca. 1200 Mann der Division inklusive Generalleutnant Nakano erreichten Lea.

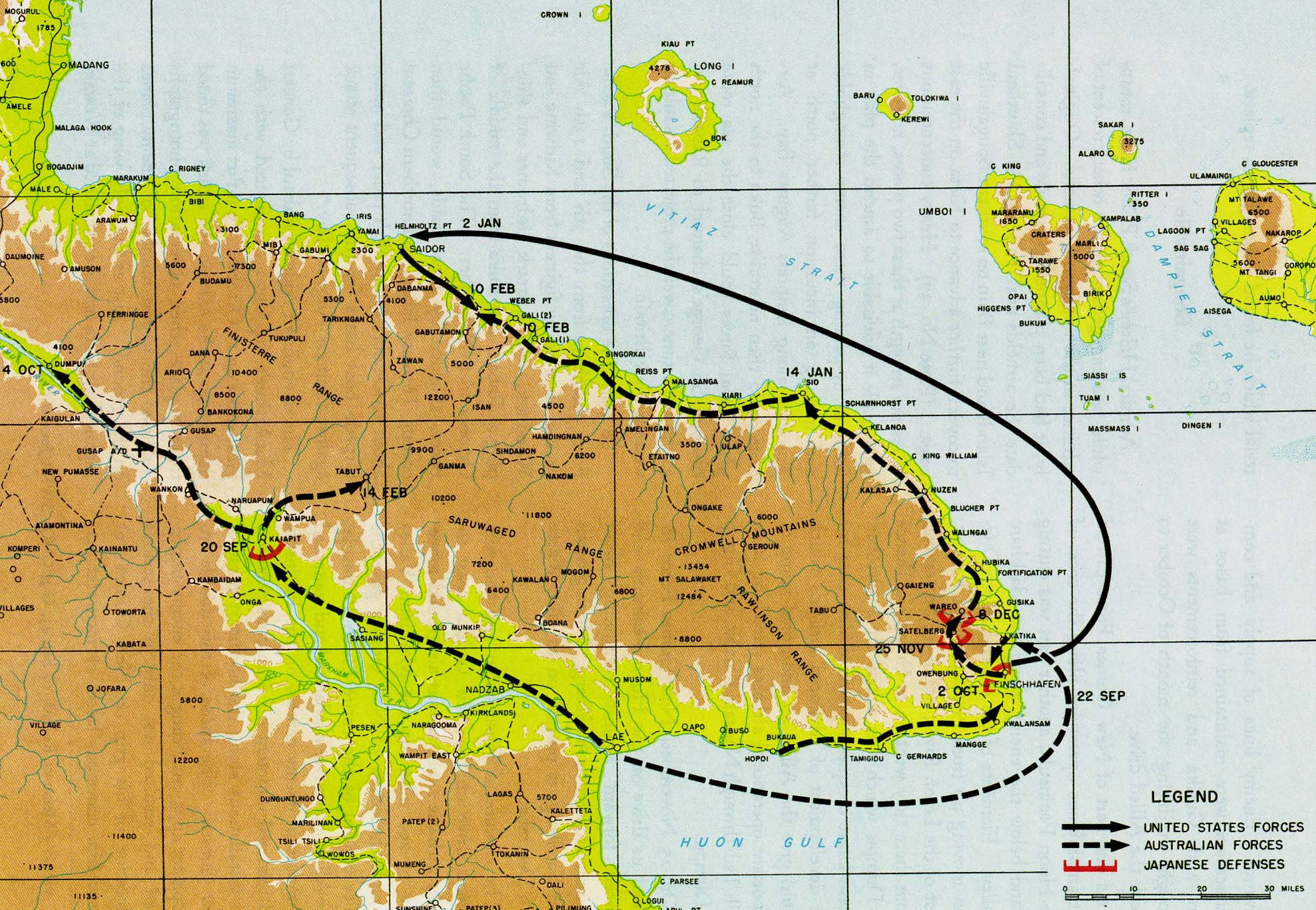
Die Karte zeigt das Kampfgebiet auf der Huon-Halbinsel, auf der sich die 51. Division, zusammen mit der 20. und 41. Division, von australischen und amerikanischen Truppen verfolgt, zurückzog.

Nach seiner Ankunft in Lea reorganisierte Nakano die Überlebenden des Konvois. Anfang Juni 1943 traf schließlich das 66. Infanterie-Regiment in Lea ein, das bereits am 20. Juni die australischen Stellungen bei Gaudagasal angriff. Der Angriff wurde abgeschlagen und die Reste des Regiments zogen sich zurück. Nur wenige Tage später, am 30. Juni, landeten amerikanische und australische Truppen in der Nassau Bay und überraschten Nakano. Dieser sah sich daraufhin gezwungen, sich mit den verbliebenen 7200 Mann seiner Division bei Lae und Salamaua einzugraben. Die Führung der 18. Armee unter General Adachi Hatazō hatte unmissverständliche Befehle an Nakano geschickt, dass Salamaua unter allen Umständen zu halten sei. Die Alliierten hatten inzwischen fünf Divisionen auf Neuguinea gelandet, denen die drei japanischen Divisionen, die 20., 41. und 51. Division, Widerstand leisten sollte. Doch die japanischen Divisionen waren weit unter Sollstärke und so wurde die Verteidigung immer schwächer. Zwischen 11. und 14. September mussten die Japaner Salamaua evakuieren und zogen sich entlang der Küste auf Lae zurück. General Adachi wollte Druck auf den alliierten Vorstoß ausüben und ließ das 102. Infanterie-Regiment durch den Dschungel auf Wau marschieren. Am 16. Januar 1944 griff das 102. Wau und den dortigen Flugplatz an und konnte die Kanga Force (australische Einheit auf Neuguinea) bis zum 28. Januar bis an den Rand der Flugpiste vertreiben. Um der Gefahr zu begegnen, flogen die Australier die 17. Brigade ein, die bis zum 30. Januar die Japaner zurück in den Dschungel geworfen hatten. Durch die Überdehnung der japanischen Kräfte war die Situation in Lae unhaltbar geworden. Die Alliierten versuchten zwar, den Rückzug der 51. Division abzuschneiden, doch konnte der Großteil der Überlebenden auf die Huon-Halbinsel entkommen. Dort entwickelte sich ab September 1943 die Schlacht um die Huon-Halbinsel, die bis zum 1. März 1944 anhielt.
Der Rückzug wurde von Teilen der 51. Division bei Wewak gedeckt. Regimenter mit einer ehemaligen Sollstärke von fast 5000 Mann bestanden nur noch aus 300 Soldaten. Die Überlebenden mussten sich überdies über das Gebiet verteilen, weil sie nur so vom Land leben bzw. Gärten für die Selbstverpflegung anlegen konnten. Mitte 1944 war die 51. Division auf ca. 1000 Mann zusammengeschrumpft, von allen Nachschubwegen abgeschnitten und stellte für die Alliierten keine militärische Gefahr mehr da. Einige wenige hundert Überlebende kapitulierten im September 1945.
Im Juli 1944 wurde das 51. Aufklärungsregiment, das sich auf Neubritannien befunden hatte, der 17. Division zugewiesen.
Die wenigen restlichen Überlebenden der Division, die nicht auf Neuguinea gewesen waren, wurden der 49. Selbstständigen Gemischten Brigade eingegliedert.

## Gliederung
Die 51. Division wurde als Typ A „Verstärkte“ Division als Triangulare Division wie folgt aufgestellt:
- 51. Infanterie-Division Hauptquartier (ca. 410 Mann)
  - 51. Infanterie-Brigade Führung  (ca. 100 Mann)
    - 66. Infanterie-Regiment (ca. 4830 Mann)
    - 102. Infanterie-Regiment (ca. 4830 Mann)
    - 115. Infanterie-Regiment (ca. 4830 Mann)

  - 51. Aufklärungs-Regiment
    - Stab (ca. 30 Mann)
    - beritten (ca. 300 Mann)
    - Typ-92-Tanketten (ca. 100 Mann)
    - 1. motorisierte Kompanie (ca. 160 Mann)
    - 2. motorisierte Kompanie (ca. 160 Mann)
    - Versorgungs-Kompanie (ca. 100 Mann)

  - 51. Divisions-Artillerie-Gruppe, Stab (ca. 178 Mann)
    - 14. Feldartillerie-Regiment Stab (ca. 265 Mann)
    - 1. Bataillon (8 × 75-mm-Geschütze, 4 × 105-mm-Haubitzen (ca. 685 Mann))
    - 2. Bataillon (8 × 75-mm-Geschütze, 4 × 105-mm-Haubitzen (ca. 685 Mann))
    - 3. Bataillon (8 × 75-mm-Geschütze, 4 × 105-mm-Haubitzen (ca. 685 Mann))

  - 51. Pionier-Regiment (ca. 900 Mann)
  - 51. Signal- und Fernmelde-Einheit (ca. 220)
  - 51. Transport-Regiment (ca. 2820 Mann)
  - 51. Versorgungs-Kompanie (ca. 185 Mann)
  - 51. Feldhospital (Vier Feldhospitäler mit jeweils ca. 250 Mann)
  - 51. Wasserversorgungs- und -aufbereitungs-Einheit (ca. 160 Mann)
  - 51. Veterinär-Hospital (ca. 100 Mann)
  - 51. Sanitäts-Einheit (ca. 1000 Mann)

Gesamtstärke: ca. 24.815 Mann